# 2022 AP7
2022 AP7 ist ein potenziell gefährlicher Asteroid, der einen ungefähren Durchmesser von 1,5 Kilometer aufweist.
Der Asteroid wurde im Zuge des Dark Energy Survey durch das Cerro Tololo Inter-American Observatory von Scott S. Sheppard am 13. Januar 2022 entdeckt. Zu diesem Zeitpunkt befand er sich in einem 45° zur Sonne. Dieser Bereich ist durch das Sonnenlicht relativ grell für Teleskope und daher schwer zu durchsuchen.
2022 AP7 kommt im Jahr 2022 der Erde nicht sehr nahe, da er sich in einer 1:5-Nahresonanz mit der Erde befindet und 5 Jahre braucht, um die Sonne in einer hochelliptischen Umlaufbahn zu umkreisen. Im März 2022 war der Asteroid 1.4 AU (210 Millionen Kilometer) von der Erde entfernt. Im März 2027 wird er der Erde wieder ähnlich nahe kommen. 2022 AP7 wird aufgrund seiner Größe und seiner Erdumlaufbahnentfernung (MOID) von nur 0,05 AU (7,5 Millionen km; 19 LD) als „potentiell gefährlich“ angesehen. Die Umlaufbahn von 2022 AP7 ist genau bestimmt und wird in den nächsten 146 Jahren nur entfernte Annäherungen über 1,1 AE (160 Millionen km; 430 LD) von Jupiter garantieren. Der Asteroid wird am 9. Mai 2107 auch 0,16 AE (24 Millionen km; 62 LD) vom Mars passieren. In ferner Zukunft (innerhalb der kommenden Jahrhunderte – wenn nicht gar Jahrtausende) werden wiederholte Bahnstörungen durch diese Begegnungen schließlich die 1:5-Nahe-Orbitalresonanz von 2022 AP7 brechen, wodurch der Asteroid Kurs auf die Erde nehmen könnte.
| Objekt  | Datum              | stärkste Annäherung/geringste Distanz (AU) |
| ------- | ------------------ | ------------------------------------------ |
| Mars    | 9. Mai 2107        | 0,16 AU (24 Millionen km; 62 LD)           |
| Venus   | 22. April 2147     | 0,23 AU (34 Millionen km; 90 LD)           |
| Merkur  | 7. März 2062       | 0,44 AU (66 Millionen km; 170 LD)          |
| Sonne   | 26. März 2057      | 0,82 AU (123 Millionen km; 320 LD)         |
| Jupiter | 30. September 2109 | 1,19 AU (178 Millionen km; 460 LD)         |
| Erde    | 12. März 2052      | 1,37 AU (205 Millionen km; 530 LD)         |